# Muhr am See
Muhr am See é um município da Alemanha, situado no distrito de Weißenburg-Gunzenhausen, no estado da Baviera. Tem 10,95 km² de área, e sua população em 2019 foi estimada em 2.338 habitantes.